# Alois Zábranský
Alois Zábranský, vlastním jménem František Červinek (8. února 1858 Jáchymov u Litovle (dnes součást obce Náklo) u Litovle – 9. září 1921 Uherské Hradiště), byl moravský soudní rada a spisovatel.

## Život
Narodil se v rodině Franze Červinka a Marianny rozené Molikové. Oženil se r. 1890 s Františkou rozenou Volnou.
Obecnou školu absolvoval v Nákle. V Olomouci vystudoval Slovanské gymnasium a práva na Právnické fakultě Univerzity Karlovy v Praze. Pak působil jako úředník v soudní službě na různých místech Moravy, naposledy jako soudní rada v Uherském Hradišti.
Z prostředí rodné Hané pochází náměty jeho humoristicko-satirické literární práce, povídky uveřejňované v různých časopisech, např. v Herrmanově Švandovi dudákovi. Používal pseudonymy Florian Čahoun, Balthazar Pelyněk a Alois Zábranský. V letech 1913–1921 byl členem Moravského kola spisovatelů.

## Dílo

### Próza
- Z nového labyrintu světa: povídky – Praha: František Topič, 1907[5]
- Břehule, čili Poslední hastrman na Hané – Praha: Česká grafická unie, 1919
- Na potulkách se Švandou – Praha: F. Topič, 1919
- Lásko, milá lásko... – Praha: Šolc a Šimáček, 1920
- Pohřeb – Olomouc: 1924
- Tři z Hané [Sedláka nebo Pána – Jan Spáčil - Žeranovský; Brablenčí Chalópke – Otakar Bystřina; Šebesta Krbec a zaječí otázka na Hané – Alois Zábranský] – Praha: Vilém Šmidt, 1943[6]

### Překlad
- David Copperfield – Charles Dickens; ilustroval Karel Vítek. Praha: Nebeský a Beznoska, 1922